# أندريه مينو
أندريه مينو (بالفرنسية: André Menaut)‏ مدرب كرة قدم فرنسي معتزل .
تولى تدريب أندية إنفانت فرانس بيرغيراك (حتى 1974) بوردو (فبراير 1974 - ديسمبر 1976) ليبورن (1977-1984) سانت سيورين (1985-1986) تريليساك (2000-2001) ليبورن مجددا (2004-2005) .
كان يعمل أستاذا في كلية الرياضية بجامعة بوردو ونائب رئيس مدرسة بوردو . كان يعتبر من أفضل فلاسفة كرة القدم في ذلك الوقت .

## روابط خارجية
- أندريه مينو على موقع قاعدة بيانات كرة القدم.إي يو (الإنجليزية)
- أندريه مينو على موقع عالم كرة القدم.نت (الإنجليزية)